# Jonas Bager
Jonas Valentin Bager (Hadsten, Dinamarca, 18 de julio de 1996) es un futbolista danés que juega como defensa en el IFK Göteborg de la Allsvenskan.

## Trayectoria

### Randers FC
Es un producto de la cantera del Randers FC. En el invierno de 2015 fue a una concentración con el primer equipo en España.
Debutó con el primer equipo el 9 de julio de ese año contra el club andorrano U. E. Sant Julià en la fase de clasificación de la Liga Europa de la UEFA; el Randers FC ganó 3-0. Entró en el campo en el minuto 76, donde sustituyó a Johnny Thomsen. Más adelante en la misma temporada, también debutó en la Superliga de Dinamarca contra el FC Nordsjælland el 28 de noviembre de 2015.
Fue ascendido oficialmente al primer equipo en octubre de 2015. Su contrato se prorrogó en septiembre de 2016 hasta 2020.

### Bélgica
En mayo de 2019 firmó un contrato de tres años con el club de la Segunda División de Bélgica Royale Union Saint-Gilloise. Debutó el 10 de agosto como sustituto en el tiempo de descuento de Teddy Teuma en la victoria a domicilio por 1-0 contra el Excelsior Virton. Durante su primera temporada en el club, fue sobre todo suplente, con un total de 8 apariciones.
En su segunda temporada jugó más, y marcó su primer gol con el club el 25 de octubre de 2020 en una victoria por 6-0 contra el Club NXT. Al terminar la temporada con 22 apariciones, en las que marcó 2 goles -ambos contra el Club NXT-, el Royale Union Saint-Gilloise consiguió el ascenso a la Primera División de Bélgica como campeón.
El 25 de julio de 2021 debutó en la Primera División como titular, dando una asistencia a Jean Thierry Lazare en la victoria a domicilio por 3-1 ante el R. S. C. Anderlecht.
En julio de 2022 empezó una nueva etapa en otro club del mismo país, el Royal Charleroi S. C., con el que firmó por dos años más otros dos opcionales. Tras completar las dos primeras se marchó al IFK Göteborg.

## Selección nacional
Ha representado a Dinamarca en las categorías inferiores, desde la sub-16 hasta la sub-21.

## Estadísticas

### Clubes
Actualizado al último partido disputado el 15 de octubre de 2022.
| Club                            | Div.          | Temporada     | Liga  | Liga  | Copas nacionales | Copas nacionales | Copas internacionales | Copas internacionales | Total | Total |
| Club                            | Div.          | Temporada     | Part. | Goles | Part.            | Goles            | Part.                 | Goles                 | Part. | Goles |
| ------------------------------- | ------------- | ------------- | ----- | ----- | ---------------- | ---------------- | --------------------- | --------------------- | ----- | ----- |
| Randers FC Dinamarca            | 1.ª           | 2015-16       | 3     | 0     | 2                | 0                | 1                     | 0                     | 6     | 0     |
| Randers FC Dinamarca            | 1.ª           | 2016-17       | 24    | 0     | 3                | 0                | ―                     | ―                     | 27    | 0     |
| Randers FC Dinamarca            | 1.ª           | 2017-18       | 24    | 1     | 1                | 0                | ―                     | ―                     | 25    | 1     |
| Randers FC Dinamarca            | 1.ª           | 2018-19       | 35    | 1     | 1                | 0                | ―                     | ―                     | 36    | 1     |
| Randers FC Dinamarca            | Total club    | Total club    | 86    | 2     | 7                | 0                | 1                     | 0                     | 94    | 2     |
| Union Saint-Gilloise · Bélgica  | 2.ª           | 2019-20       | 5     | 0     | 2                | 0                | ―                     | ―                     | 7     | 0     |
| Union Saint-Gilloise · Bélgica  | 2.ª           | 2020-21       | 20    | 2     | 2                | 0                | ―                     | ―                     | 22    | 2     |
| Union Saint-Gilloise · Bélgica  | 1.ª           | 2021-22       | 31    | 0     | 2                | 0                | ―                     | ―                     | 33    | 0     |
| Union Saint-Gilloise · Bélgica  | Total club    | Total club    | 56    | 2     | 6                | 0                | 0                     | 0                     | 62    | 2     |
| Royal Charleroi S. C. · Bélgica | 1.ª           | 2022-23       | 9     | 0     | 0                | 0                | ―                     | ―                     | 9     | 0     |
| Royal Charleroi S. C. · Bélgica | Total club    | Total club    | 9     | 0     | 0                | 0                | 0                     | 0                     | 9     | 0     |
| Total carrera                   | Total carrera | Total carrera | 151   | 4     | 13               | 0                | 1                     | 0                     | 165   | 4     |

## Palmarés

### Títulos nacionales
| Título                      | Club                 | País    | Año     |
| --------------------------- | -------------------- | ------- | ------- |
| Segunda División de Bélgica | Union Saint-Gilloise | Bélgica | 2020-21 |